# Ponche

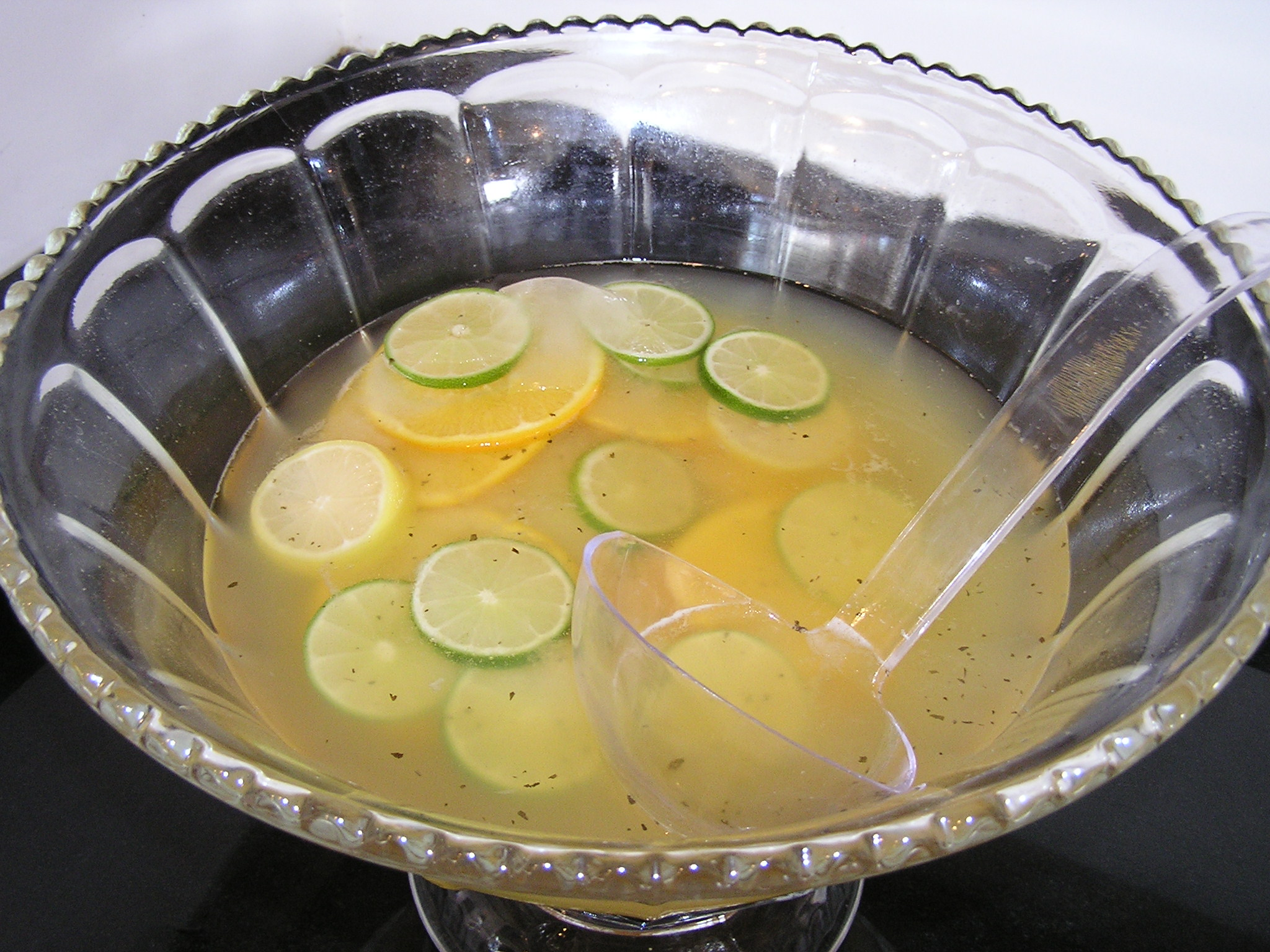
Tigela onde o punch costumeiramente é servido

Ponche (do inglês punch) é o termo usado para definir uma ampla variedade de bebidas, tanto alcoólicas como não alcoólicas, na maior parte das vezes contendo suco de frutas. A bebida surgiu na Índia e foi levada até à Inglaterra no século XVII, quando se popularizou e teve seu consumo expandido a vários outros países. O ponche é tipicamente servido, durante comemorações, em grandes tigelas.